# Рабеманандзара, Шарль
Генерал Шарль Рабеманандзара (фр. Charles Rabemananjara; род. 9 июня 1947, Антананариву) — малагасийский политический и государственный деятель. Премьер-министр Мадагаскара с 20 января 2007 года по 17 марта 2009 года. Был генералом армии Мадагаскара.

## Биография
Шарль Рабеманандзара родился в Антананариву в 1947 году. Изучал военное дело на Мадагаскаре и во Франции.
В 1970 году начал свою карьеру в штабе жандармерии. В 1975 году был назначен командиром роты в Анцирабе, а затем в 1976 году заместителем командира жандармерии в Антананариву. После продолжения своей карьеры в жандармерии он работал на следующих должностях:
- Генеральный секретарь национальной обороны при премьер-министре (1996);
- Генеральный директор таможни (1998);
- Военный эксперт Организации африканского единства на Коморах (2000).

Во время первого президентского срока Марка Равалумананы в 2004 году стал директором военного кабинета при президенте. 28 ноября 2005 года был назначен министром внутренних дел и административных реформ. После инаугурации президента страны Марка Раваломананы на второй срок был назначен новым премьер-министром страны вместо Жака Силлы. Рабемананджара также остался министром внутренних дел в новом правительстве, назначенном 25 января 2007 года.
После парламентских выборов в сентябре 2007 года Раваломанана назначил новое правительство, в котором он остался на своих постах премьер-министра и министра внутренних дел 27 октября 2007 года. Ему был дополнительно назначен портфель децентрализации в правительстве из 19 членов, назначенном 30 апреля 2008 года. В качестве премьер-министра он был по должности членом национального политического бюро правящей политической партии «Тиако и Мадагасикара» (TIM) и поэтому остался в политическом бюро на съезде TIM в мае 2008 года.
17 марта 2009 года, после нескольких месяцев конфликта между президентом Марком Раваломананой и бывшим мэром столицы Андри Радзуэлиной, правительство генерала Рабеманандзара было распущено указом главы государства. Функции президента республики и премьер-министра были возложены на военное ведомство. Исполнительный совет под председательством вице-адмирала Ипполита Рамаросона передал верховную власть Андри Раджзуэлине, который стал президентом Высшей переходной администрацией Мадагаскара для организации выборов в течение двух лет.